# Helmut Sievert
Helmut Sievert (12 maggio 1914 – 1º maggio 1945) è stato un calciatore tedesco, di ruolo difensore.

## Palmarès

### Club

#### Competizioni nazionali
- Campionato tedesco: 1

Hannover 96: 1937-1938